# کیم آ-لانگ
کیم آ-لانگ (انگلیسی: Kim A-lang؛ زادهٔ ۲۲ اوت ۱۹۹۵) اسکیت‌باز سرعت اهل کره جنوبی است.